# Lamin Saine
Lamin K. Saine (* 1947) ist ein gambischer Politiker und von 2012 bis 2013 ehemaliger Generaldirektor der National Intelligence Agency (NIA).

## Leben
Saine hat in der Gambian National Army im Rang eines Hauptmanns (Captain) gedient. Er war unter anderem Teil der ECOWAS Monitoring Group, die im Bürgerkrieg in Liberia im Einsatz waren. Nach einem Autounfall im Jahr 1993 verlor er sein Augenlicht. Mit der Unterstützung der Regierung Gambias und der Ermutigung seiner Freunde überwand er die Folgen seines Unfalls, indem er die Brailleschrift lernte und später Computerkenntnisse erlangte. Nach anderer Quelle verlor sein Augenlicht bei einer Minen- oder Bombenexplosion während einer friedenserhaltenden Mission, wovon er in seinem Buch berichtet. Im Jahr 2005 veröffentlichte er den Roman Ripped Apart, der von dem Informationsminister Amadou Scattred Janneh lanciert wurde.
Nach seinen Angaben, sei er vom Secret Intelligence Service (SIS, bekannt unter dem Namen MI6) und dem Federal Bureau of Investigation (FBI) ausgebildet worden. Am 16. November 2012 wurde Saine zum amtierenden Generaldirektor des NIA ernannt. Er diente von 2012 bis 9. Dezember 2013 als NIA-Generaldirektor. Im Jahr 2013 war er an der Verhaftung und Inhaftierung des Journalisten Adboulie John beteiligt. Er war auch der wichtigste Zeuge für die gambische Regierung in der Anhörung der Westafrikanische Wirtschaftsgemeinschaft (ECOWAS) zur Ermordung von Deyda Hydara im Jahr 2011. Im Jahr 2014 beschuldigte der ehemalige NIA-Analyst Ousman Bojang Saine, Jammeh Informationen über den Putschversuch vom März 2006 vorenthalten zu haben, um seinen damaligen Vorgesetzten Daba Marenah zu entlassen. Er wurde zum stellvertretenden Generaldirektor der NIA ernannt.
Saine wurde nach den Parlamentswahlen 2012 als einer der fünf vom Präsidenten ernannte Mitglieder des Parlaments. In seiner Rede vor der Nationalversammlung im Dezember 2016, während der gambischen Verfassungskrise 2016–2017 und der militärischen Intervention der ECOWAS in Gambia, argumentierte Saine, dass interne Streitigkeiten, die durch eine ausländische Intervention beendet wurden, tendenziell mit Blutvergießen enden. Er sagte: „Wenn man sich ansieht, was in Liberia mit ausländischer Intervention, in Syrien und sogar in Gambia während des gescheiterten Putschversuchs 1981 geschah, als ausländische Streitkräfte kamen, verloren viele Menschen ihr Leben und ihr Eigentum“.

## Publikationen
- Ripped apart. 2nd Auflage. Gambia 2005, ISBN 9983-9911-1-X.